# Sárgavállú hernyóevő
A sárgavállú hernyóevő (Campephaga flava) a madarak osztályának verébalakúak (Passeriformes) rendjébe és a tüskésfarúfélék (Campephagidae) családjába tartozó faj.

## Rendszerezése
A fajt Louis Pierre Vieillot francia ornitológus írta le 1817-ben.

## Előfordulása
Afrikában, Angola, Botswana, Burundi, a Dél-afrikai Köztársaság, Dél-Szudán, Etiópia, Kenya, a Kongói Demokratikus Köztársaság, Malawi, Mozambik, Namíbia, Ruanda, Szomália, Szudán, Szváziföld, Tanzánia, Uganda, Zambia és Zimbabwe területén honos.
Természetes élőhelyei a szubtrópusi vagy trópusi síkvidéki hegyi esőerdők, szavannák és cserjések, valamint ültetvények és vidéki kertek. Állandó, de magassági vonuló faj.

## Megjelenése
Testhossza 22 centiméter, testtömege 27–40 gramm. A fekete tollazatú hím vállán alig látható sárga folt van, a tojó sárgás-barnás színű.
|  |  |

## Életmódja
Rovarokkal, főleg hernyókkal táplálkozik.

## Természetvédelmi helyzete
Az elterjedési területe rendkívül nagy, egyedszáma pedig stabil. A Természetvédelmi Világszövetség Vörös listáján nem fenyegetett fajként szerepel.

## További információ
- Képek az interneten a fajról
- Xeno-canto.org - a faj hangja